# Moira Forbes
Moira Forbes (Morristown, 19 de julio de 1979) es una periodista estadounidense y miembro de la familia editorial Forbes.

## Trayectoria
Es la hija del ejecutivo Steve Forbes, que fue candidato presidencial republicano y presidente y director de la revista Forbes. También es nieta de Malcolm Forbes. Asistió al internado St. Andrew's School de Delaware y, posteriormente, se licenció en Historia del arte  por la Universidad de Princeton. Asistió al Programa de Desarrollo de Liderazgo de la Escuela de negocios Harvard. En 2008, se casó con un cirujano ortopédico de origen australiano. Reside en Nueva York y Filadelfia.
Se incorporó a Forbes Media en 2001 en su oficina de Londres, supervisando las iniciativas de marketing de la edición europea de la revista. Se trasladó a la sede de la empresa en Nueva York en 2003 y, al año siguiente, fue nombrada directora adjunta de la revista de tendencias Forbes Life. En 2008, Forbes ayudó a lanzar ForbesWoman, una plataforma multimedia que incluye un sitio web, una comunidad digital y una multitud de foros y eventos en vivo. Al año siguiente, fundó el Consejo de Mujeres Ejecutivas de Forbes, una organización nacional dedicada a "aprovechar el poder colectivo de las mujeres en los negocios para impulsar un cambio sostenible".
Es la directora de ForbesWoman, una división de Forbes Media LLC dedicada a las mujeres en los negocios y el liderazgo. También es columnista de Forbes, donde se centra en cuestiones relacionadas con las mujeres profesionales y elabora perfiles de mujeres para la Lista Forbes de las 100 mujeres más poderosas del mundo. En 2009, se lanzó Success with Moira Forbes en la Forbes Video Network. La serie quincenal ha contado con invitadas como la economista Sheryl Sandberg, la presentadora Oprah Winfrey, la escritora Arianna Huffington y la diseñadora Donna Karan. Forbes también es una ponente habitual, y anfitriona y moderadora de reuniones de mujeres en todo el mundo.